# Zadvarje
Zadvarje – miejscowość i gmina w Chorwacji, w żupanii splicko-dalmatyńskiej. W 2011 roku liczyła 289 mieszkańców.